# Groeve Scheggeldergrub III

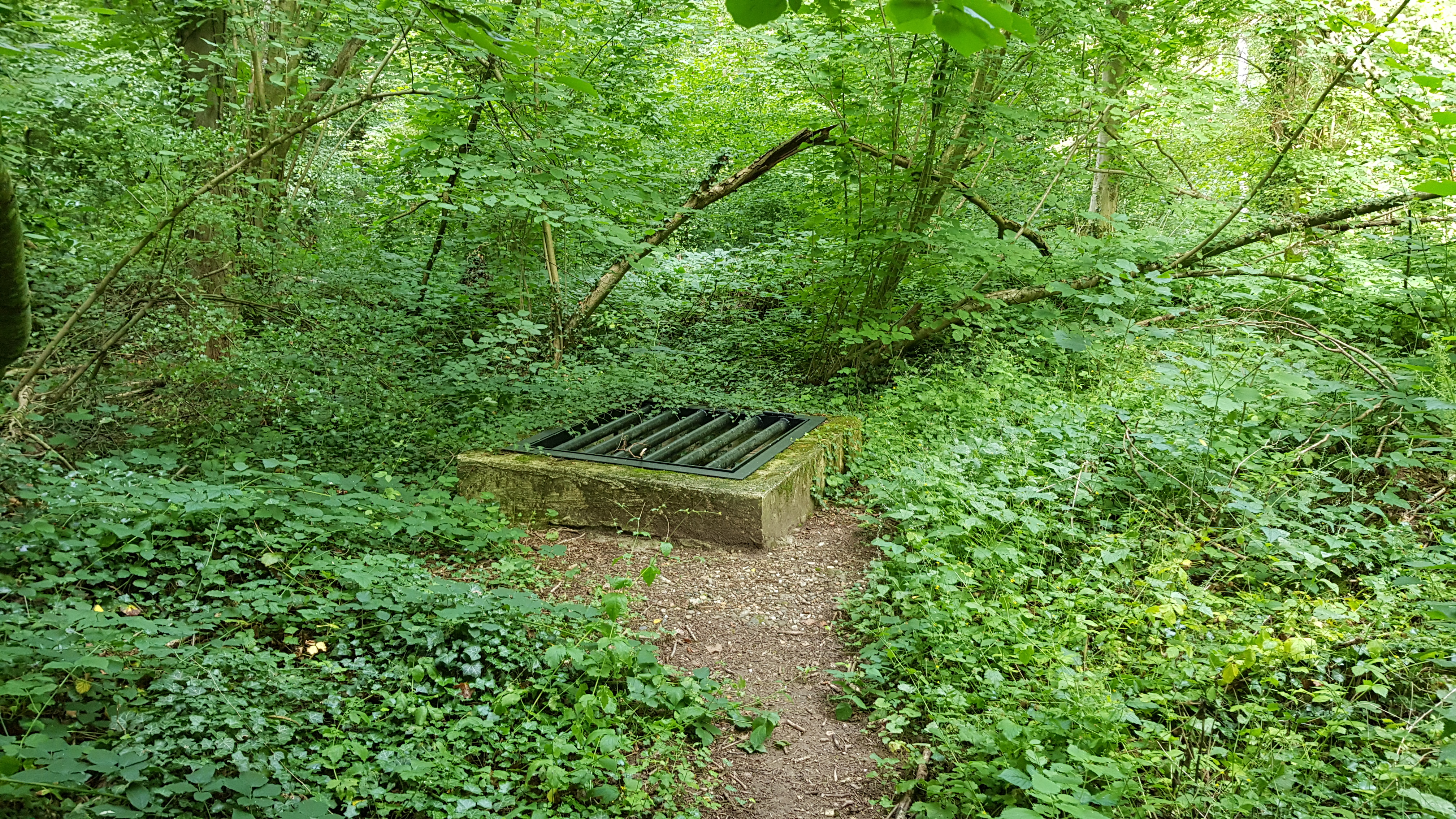
toegangsput van Groeve Scheggeldergrub III

De Groeve Scheggeldergrub III  is een Limburgse mergelgroeve in de Nederlandse gemeente Eijsden-Margraten. De ondergrondse groeve ligt ten zuidwesten van Eckelrade in het Savelsbos direct ten zuiden van de Scheggelder Grub en ten westen van een dagbouwgroeve die ingericht is als picknickplaats. De groeve ligt aan de westelijke rand van het Plateau van Margraten in de overgang naar het Maasdal.
Op ongeveer 175 meter naar het noordoosten ligt de brug over de Scheggelder Grub. Op ongeveer 185 meter naar het noordoosten liggen de Groeve Scheggeldergrub II en Groeve Scheggeldergrub IIa, op ongeveer 225 meter naar het oosten ligt Kaelen Berchsken en op ongeveer 300 meter naar het zuidwesten liggen de Lebensboschgroeve en Neven Lebensboschgroeve.

## Geschiedenis
De groeve werd door blokbrekers ontgonnen voor de winning van kalksteenblokken.
Sinds 1953 is het Savelsbos inclusief het gebied van deze groeve in beheer van Staatsbosbeheer.

## Groeve
De groeve werd betreden door middel van een schacht.
De groeve is afgesloten met hekwerk, zodat onder andere vleermuizen de groeve wel kunnen gebruiken.